# Христо Фотев (награда)
Националната награда за поезия „Христо Фотев“ е учредена през 2008 г. от Община Бургас съвместно със Сдружението на български писатели, СБП и Министерството на културата и се връчва през година на 25 март, рождения ден на Христо Фотев.
Журито се определя от организационен комитет с представители на Сдружението на българските писатели, СБП, Община Бургас, лауреати на конкурса и поети от Бургас - и се утвърждава от кмета на Бургас.
Наградата включва премия от четири хиляди лева, диплом и пластиката „Ангелско перо“ от Валери Желязков.
За наградата за поезия „Христо Фотев“ могат да кандидатстват български поети, публикували нови стихосбирки през предходните две години от датата на обявяването на конкурса (проверява се ISBN). Не се разглеждат стихосбирки от антологиен тип "Избрано" и "Събрано" Наградата не се присъжда посмъртно.

## Наградени автори и творби
| № | Година | Жури                                                                                        | Номинирани | Лауреати                                                      |
| - | ------ | ------------------------------------------------------------------------------------------- | --- | ------------------------------------------------------------- |
| 1 | 2008   | - Михаил Неделчев, - Петко Братинов, - Елена Алекова, - Йорданка Бенова, - Росен Друмев     | - „Пастирът на звездите“ на Николай Заяков, - „Завръщането на думите“ и „Мигове от светлина“ на Иван Груев, - „Висока вода“ на Бина Калт, - „Морето“ на Тома Бинчев, | - Тома Бинчев за стихосбирката „Морето“                       |
| 2 | 2010   | - Ваньо Вълчев - Митко Новков, - Георги Ингилизов, - Тома Бинчев, - Соня Георгиева          | - „Най-ниската част на небето“ на Аксиния Михайлова, - „Аз съм светлия мъж от безкрая“ на Валерий Станков, - „Любов и смърт“ на Владимир Левчев, - „Търг за ореоли“ на Елица Мавродинова, - „Армада“ на Росен Друмев | - Росен Друмев за стихосбирката „Армада“                      |
| 3 | 2012   | - Ведна Райкова, - Софка Дамянова, - Марин Бодаков, - Георги Ингилизов, - Росен Друмев      | - „Черна книга“ на Владимир Левчев, - „каза мари“ на Петя Хайнрих, - „Сляпа неделя“ на Румен Леонидов, - „Разкопчаване на тялото“ на Аксиния Михайлова, - „Ексил“ на Иван Сухиванов . | - Аксиния Михайлова за стихосбирката „Разкопчаване на тялото“ |
| 4 | 2014   | - Руслан Карагьозов, - Роза Коцева, - Георги Ингилизов, - Рада Панчовска - Иван Сухиванов   | - „Изброими изкушения“ на Иво Рафаилов, - „Старците умират в края на света“ на Сашо Серафимов, - „Сезонът на плашилото“ на Едвин Сугарев, - „Сърцето не е създател“ на Йордан Ефтимов, - „Й“ на Йорданка Белева, | - Йордан Ефтимов за стихосбирката „Сърцето не е създател“     |
| 5 | 2016   | - Ваньо Вълчев, - Екатерина Йосифова, - Боян Ангелов, - Манол Манолов, - Йордан Ефтимов     | - „Звяр“ на Васил Славов, - „Четирилистни иронии“ на Димитър Милов, - „Предизвестена вест“ на Иван К. Иванов, - „Нямо кино“ на Иван Сухиванов, - „Среднощен реверанс“ на Пламен Панчев, | - Иван Сухиванов за стихосбирката „Нямо кино“                 |
| 6 | 2018   | - Ваньо Вълчев, - Иван Гранитски, - Росен Друмев, - Митко Новков, - Иван Сухиванов          | - „Море на живите“ на Александър Секулов, - „АДdikted“ на Петър Чухов, - „Балът на тираните“ на Пламен Дойнов, - „Гетсимания“ – Маргарит Жеков - „Градина под прозореца“ – Лилия Христова - „Захранване на нощта“ – Иглика Дионисиева - „Пропуснатият момент“ – Йорданка Белева - „Следверие“ – Васил Славов - „Стъклария“ – Лъчезар Лозанов | - Александър Секулов за стихосбирката „Море на живите“        |
| 7 | 2020   | - Йордан Ефтимов, - Симеон Димитров, - Боян Ангелов, - Силва Хачерян, - Лорис Мануелян      | - „Песни, тъги и наздравици“ на Димитър Христов, - „Обратна гранитация“ на Роза Боянова, - „Вокално стихосложение“ на Румен Денев, - „Покаяние Господне“ на Румен Леонидов, - „Отворени възможности“ на Цвета Делчева, | - Цвета Делчева за стихосбирката „Отворени възможности“       |
| 8 | 2022   | - Боян Ангелов, - Александър Секулов, - Керана Ангелова, - Силва Хачерян, - Михаил Неделчев | - „Романтика за напреднали“ на Женя Димова, - „Есенен Великден“ на Петър Чухов, - „Улици на тъгата“ на Иван Странджев, - „Влюбване в диктатора“ на Пламен Дойнов, - „И други езици“ на Ренета Бакалова. | - Пламен Дойнов за стихосбирката „Влюбване в диктатора“       |
| 9 | 2024   | - Аксиния Михайлова - Боян Ангелов, - Цвета Делчева, - Силва Хачерян, - Иван Сухиванов      | - „Кучето на Персефона“ на Виолета Кунева - „Както се отваря небе“ на Георги Николов - „Блудни синове“ на Едвин Сугарев - „Нещата, за които мълчим“ на Ина Иванова - „Дървото с наровете. Избрано“ на Керана Ангелова | - Ина Иванова за стихосбирката „Нещата, за които мълчим“      |

## Предистория
На името на Христо Фотев в различни години са организирани конкурси.
Към годишните литературни награди за автори, живеещи на територията на община Бургас, се връчва плакет за поезия „Христо Фотев“.